# 宮内三朗
宮内 三朗（みやうち さぶろう、1889年（明治22年）4月5日 - 1972年（昭和47年）3月13日）は、昭和期の政治家。戦後、千葉市長となり今日の千葉市の基礎を築いた。

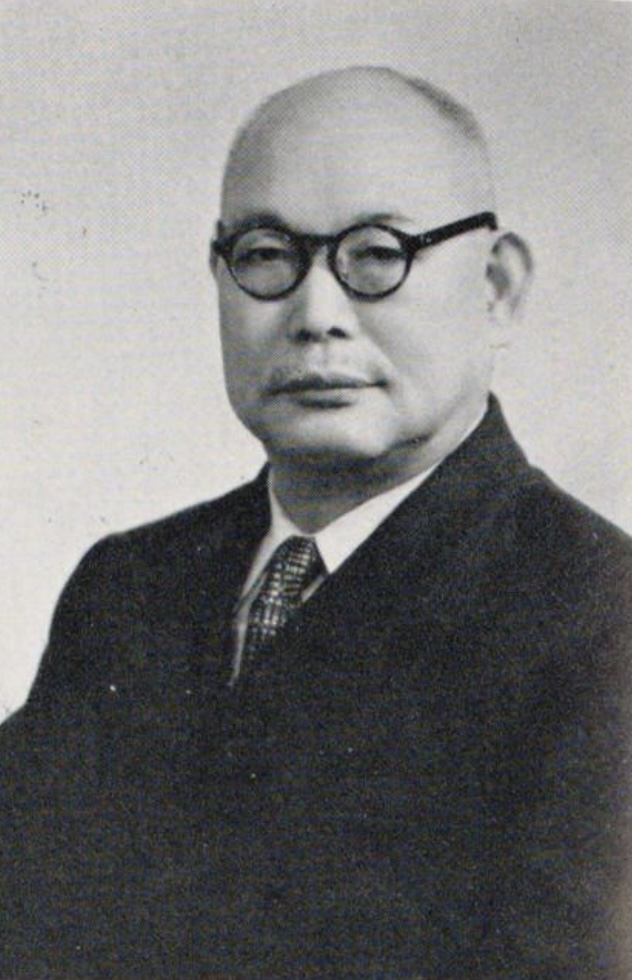
『房総紳士録』（1961年）掲載肖像

## 来歴
千葉県海上郡三川村（現在の旭市）出身。三川尋常小学校、三川小学校高等科卒業。地元の「新導会」で報徳思想を学んだ。
1902年に地元の海上郡役所に書紀見習として入る。1913年に推薦を受けて千葉県庁に移り、産業組合担当など農業畑を歩み、野田醤油労働争議の調停にあたるなどした。1922年に山武郡長に37歳で抜擢され、高等官七等となる。1926年に千葉県庁に復帰し、千葉県鉄道管理所長勤務を命ぜられ、多古線の成田電気軌道への売却を提案・実現し、さらにその売却金を転じて漁業指導船「ふさ丸」（千葉県水産試験場所属）の建造に充てた。
1933年、当時の岡田文秀県知事によって、千葉市助役に送り込まれ、徴税機構の整備・道路網の強化・区画整理・合併問題などを担当し、戦時中は配給制度の構築・防火体制の強化・空襲被害からの復旧に奔走した。1945年に助役を辞任後、配給営団勤務を経て、1947年に千葉市から県議会議員に立候補して当選する。任期半ばの1950年に自由党の要請を受けて千葉市長選挙に出馬して当選、以後5期20年を務める。
この間、川崎製鉄の千葉進出や千葉港の建設、国鉄千葉駅及び京成千葉駅の移転、土気町との合併、千葉市立郷土博物館(通称、千葉城)の建設など、後の政令指定都市につながる今日の千葉市の原型を築き、「千葉市発展中興の祖」と呼ばれる。
1970年に市長を退任し、同年6月17日に千葉市の名誉市民第1号となった。

## 人物
全国町村会長を勤めた小見川町町長の山本力蔵とともに千葉県の将来や過疎地の北総のあり方について心配しており、後に山本が新東京国際空港公団理事に就任すると、巨額の土木工事がもたらされ地元発展につながる新東京国際空港（現・成田国際空港）建設に賛同し、千葉港から空港に航空燃料を輸送するパイプライン建設に千葉市長として内諾していた（しかし、後任の荒木和成は空港公団に条件提示を行い、中央官庁の横槍などで公団が約束を履行しなかったことから、工事が中断され開港延期の要因となった）。
1968年に体調を崩し千葉大学附属病院に入院したが、「千葉市政のためなら死んでもよい」と語り、議会開会中は病院から登庁して一日も欠席しなかった。
元千葉県議会議長の宮内三朗は別人だが縁戚関係にある。